# Palmovka (usedlost v Karlíně)
Usedlost Palmovka v Karlíně v Praze 8 stála v ulici Pernerova (původně Žižkova) č.p. 11, na severním úpatí vrchu Vítkov, jihovýchodně od Karlínského náměstí. Zanikla v 19. století při průmyslové výstavbě.

## Historie
Viničná stavení Na Palmovce a Putovce byla jedněmi z nejstarších staveb na Špitálsku (Karolinenthal, Karlín). Dříve sjednocená vinice Milerka patřila Matěji Vojtěchu Milerovi z Mildenburka, později byla dědictvím a prodejem rozdělena na dvě vinice a usedlosti. Palmovka s č.p. 11 stála západně, východní část zaujímala Putovka s č.p. 9 a 10 (Putovka na své východní straně sousedila s vojenským hřbitovem).
Bývala to jediná stavení v jižní části Špitálska pod Vítkovem mezi pražskými hradbami a Invalidovnou, ostatní prostor vyplňovaly zelinářské zahrady a louka u Invalidovny. Pouze kostel Obrácení svatého Pavla s klášterem a několik domů a mlýnů stálo na břehu Vltavy a ostrovech u hradeb v severozápadní části Špitálska. Od Palmovky vedla přes pozemek č. 99 topolová alej až Brandejské silnici (Královská, Sokolovská) proti domu číslo 30.
Po svém otci zdědila vinici Palmovku dcera Voršila, provdaná za Daniela Klementa Palmu. Manželé vlastnili pozemky přibližně padesát let, poté je zdědil jejich syn František Karel. Ten ji v závěti přenechal své dceři Rosalii, která však roku 1745 zemřela mladá a ještě před smrtí ji odkázala své matce Ludmile rozené Květoňové z Rosenvaldu. Ta vinici „pod Žižkovem jdouc z Prahy k lazaretu po pravé straně mezi Malanotovskou a Milerovskou pod Žižkovem oboustranně ležící, s tím v ní se vynacházejícím stavením a co v něm hřebem přibito a hlínou přimazáno jest“ prodala ve stejném roce primátoru města Nymburka Martinu Doubravovi.
Roku 1748 koupil vinici zvanou „Klement-Palmová“ i s přístavbou Vojtěch Doubek za 500 zlatých, po jeho smrti roku 1764 prodali jeho dědici Palmovku mezi vinicemi Malanotovskou a Milerovskou lékaři Antonínu Františku Geyerovi z Ehrenbergu, který ji kupoval pro svého syna Ludvíka. Ludvíkova dcera Anna Gayerová z Ehrenbergu prodala Palmovku za 2200 zlatých pražskému zlatníkovi Prokopu Gindlemu. Gindleův majetek byl po jeho smrti roku 1818 odhadnut na 75.911 zlatých, z toho „vinice pod Žižkovem s ovocnými stromy a užitečnými keři na 17.919 zl.“ a „stavení patrové pod Žižkovem č. 11 na 20.150 zl.“.

### Průmyslová historie

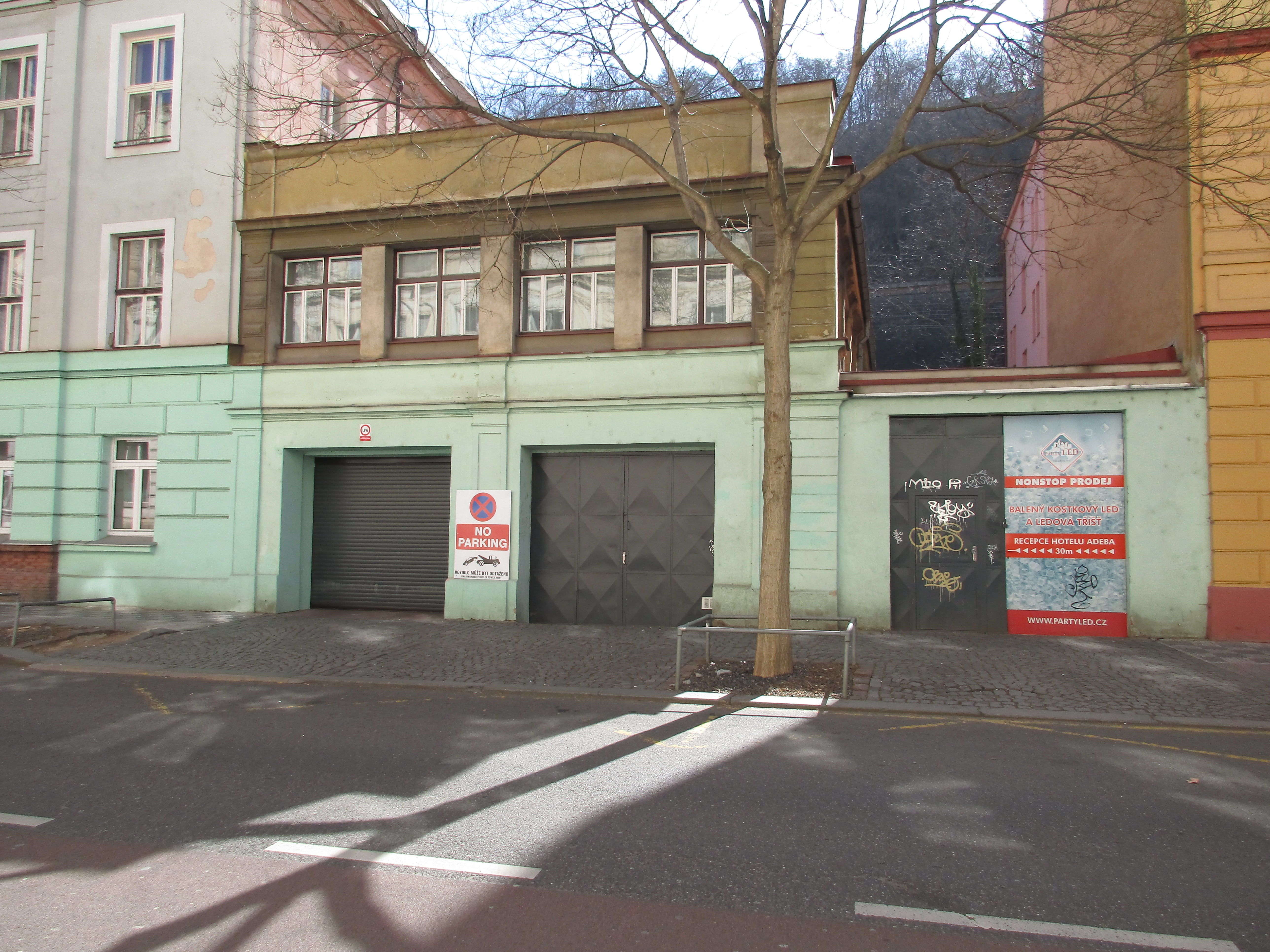
Přístavba nájemního a obchodního domu Müller & Söhne

Velký majetek Ginleův byl ale zadlužen a nový majitel měl od počátku finanční potíže, které vyústily v úpadek. Roku 1820 prodal správce konkurzní podstaty „vinici Palmovku, stavení č. 11, stáje, kolnu, vinici s ovocnými stromy, keři a zděnými altány, jakož i emfyt. zahrady č. m. 94, 95, 98, 99 a 100 za 28.100 zl.“ Josefu Hübnerovi, důchodnímu ve Vršovicích. Ten ji roku 1832 prodal Františku Antonínu Müllerovi za 9.200 zlatých. Müller zde zřídil Manufakturu F. A. Müller & Söhne na výrobu stearinových a lojových svíček a mýdla.
Roku 1867 firma Müller & Söhne nechala k budovám manufaktury přistavět nájemní a obchodní dům, který získal čp. 653. Stavba byla mírně zahloubena pod uliční úroveň. Nosná konstrukce stropů byla vytvořena litinovými sloupy, konstrukce krovu a sloupy v patře byly dřevěné.
Od poloviny 20. let 20. století, kdy dům získal novou fasádu, vlastnila výrobnu firma Hanzík a Vodička a tiskla zde kalendáře a plakáty.